# Marcus Vinicius (Konsul 19 v. Chr.)
Marcus Vinicius war ein römischer Politiker und Feldherr zur Zeit des Augustus.
Er stammte aus Cales in Kampanien und wurde nach seiner Prätur im Jahr 25 v. Chr. Statthalter der Provinz Gallia Comata. Im Jahr 19 v. Chr. wurde Vinicius Suffektkonsul. Von 14 bis 8 v. Chr. befehligte er Truppen auf dem Balkan, wo er gegen die Pannonier zu Felde zog. Zwischen 11 und 9 v. Chr. war Vinicius Statthalter der Provinz Illyricum. Einige Jahre später, 1 bis 3/4  n. Chr., wurde er Befehlshaber in Germanien (das damals keine eigene Provinz war) und bekämpfte einen germanischen Aufstand (Immensum bellum), dessen Niederwerfung erst seinem Nachfolger, dem Legaten Gaius Sentius Saturninus, und Augustus’ Stiefsohn Tiberius gelang.
Vinicius gehörte dem Priesterkollegium der Quindecimviri sacris faciundis an und war mit Augustus befreundet.
Sein gleichnamiger Enkel war zweimal Konsul, einmal unter Caligula und einmal unter Claudius.